# A Very Special Christmas
A Very Special Christmas (Un Natale molto speciale) è una serie di compilation di musica natalizia. Contiene canti di Natale e canzoni cantate in vari stili da superstar della musica come U2, Stevie Nicks, Madonna, No Doubt, Whitney Houston, Run-D.M.C., e Bruce Springsteen.
Il primo disco è stato pubblicato nel 1987. Era un album di beneficenza, a sostegno di Special Olympics. Dalla pubblicazione di questo primo album nel 1987, l'intera serie è arrivata a raccogliere più di 55 milioni di dollari, più di qualunque altra serie di beneficenza. La copertina è di Keith Haring.

## Album
1. A Very Special Christmas - 1987
2. A Very Special Christmas 2 - 1992
3. A Very Special Christmas 3 - 1997
4. A Very Special Christmas Live - 1999
5. A Very Special Christmas 5 - 2001
6. A Very Special Acoustic Christmas - 2003

TrackList di A Very Special Christmas - 1987
1. Santa Claus Is Coming to Town - The Pointer Sisters
2. Winter Wonderland - Eurythmics
3. Do You Hear What I Hear? - Whitney Houston
4. Merry Christmas Baby - Bruce Springsteen & The E Street Band
5. Have Yourself A Merry Little Christmas - The Pretenders
6. I Saw Mommy Kissing Santa Claus - John Cougar Mellencamp
7. Gabriel's Message - Sting
8. Christmas In Hollis - Run-D.M.C.
9. Christmas (Baby Please Come Home) - U2
10. Santa Baby - Madonna
11. The Little Drummer Boy - Bob Seger & The Silver Bullet Band
12. Run Rudolph Run - Bryan Adams
13. Back Door Santa - Bon Jovi
14. The Coventry Carol - Alison Moyet
15. Silent Night - Stevie Nicks

## Altri album

### Jazz to the World
1. Winter Wonderland - Herb Alpert/Jeff Lorber
2. Baby, It's Cold Outside - Lou Rawls/Dianne Reeves
3. It Came Upon A Midnight Clear - Fourplay
4. Have Yourself a Merry Little Christmas - Diana Krall
5. O Tannenbaum - Stanley Clarke/George Duke/Everette Harp
6. Let It Snow - Michael Franks/Carla Bley/Steve Swallow
7. The Christmas Waltz - The Brecker Brothers/Steve Kahn
8. The Little Drummer Boy - Cassandra Wilson
9. I'll Be Home for Christmas - Herbie Hancock/Eliane Elias
10. O come, O come, Emmanuel - John McLaughlin
11. Christmas Blues - Holly Cole
12. Angels We Have Heard On High - Steps Ahead
13. The Christmas Song - Anita Baker
14. What Child Is This - Chick Corea
15. Winter Wonderland - Dave Koz
16. Il Est Ne, Le Divin Enfant - Dr. John

### World Christmas
1. Angels We Have Heard On High / Les Anges Dans Nos Compagnes - Papa Wemba/Mino Cinelu
2. We Three Kings - Bob Berg/Jim Beard/Zakir Hussain/Mark Ledford
3. Go Tell It on the Mountain - John Scofield/The Wild Magnolias
4. O Holy Night (Zan Vevede) - Angélique Kidjo
5. Michaux Veillait/Santa Claus Is Coming to Town - The Caribbean Jazz Project
6. Natal - Cesária Évora
7. Ave Maria - Deep Forest/Louka Kanza
8. We Wish You a Merry Christmas/Rumba Navidene - Vocal Sampling
9. Boas Festas - Gilberto Gil/Caetano Veloso/Eliane Elias
10. Cascabel / Jingle Bells - Yomo Toro and The Boricua All Stars
11. The Twelve Days Of Christmas - Mino Cinelu/Dianne Reeves
12. God Rest Ye Merry Gentlemen - Joshua Redman/Marcus Miller/Lalah Hathaway
13. Navidad - Gipsy Kings

## Album non correlati
L'album A Very Special Christmas with Rosemary Clooney di Rosemary Clooney non è associato a questa serie.
La cassetta A Very Special Christmas dei 12 Rods non è associata a questa serie.